# Illův mlýn
Illův mlýn v Cizkrajově v okrese Jindřichův Hradec je zaniklý vodní mlýn, který stál na Bolíkovském potoce. V letech 1958–1965 byl chráněn jako nemovitá kulturní památka České republiky.

## Historie
Mlýn byl postaven před rokem 1600. V roce 1789 je zde zaznamenán mlynář Ille.
Roku 1900 proběhla jeho dražba v odhadní ceně 36.205 K. V roce 1926 patřil Františku Wissgottovi. Po roce 1945 se zde již nemlelo a tehdejší majitelé se živili zemědělstvím. V 60. letech 20. století byl zbořen.

## Popis
Mlýn měl čtyři složení, krupník, olejnu a pilu.